# ۸۹۷ (میلادی)
۸۹۷ (میلادی) هشتصد و نود و هفتمین سال تقویم میلادی است.

## درگذشتگان
‎